# Спенглер, Николай Эдуардович
Никола́й Эдуа́рдович Спе́нглер (1851—1934) — инженер путей сообщения, специалист в области железных дорог.

## Биография
Родился 14 декабря 1851 года в Орле в семье инженера-смотрителя Орловского судоходства штабс-капитана Эдуарда Карловича Спенглера, лютеранина, и его законной жены, гувернантки Елены Николаевны (урожд. Писаревой). Крещён в Покровской церкви города Орла. Из рода обрусевших голландских баронов Спенглеров. В 1874 году окончил Петербургский институт путей сообщения с правом на чин коллежского секретаря. Знал 5 иностранных языков. 1870-х годах служил инженером в Воронеже в правлении Воронежско-Ростовской железной дороги. Обыскан во 2-й половине 1874 года в связи с письмом, отобранным у Владимира Шмакова, и привлечен к дознанию по делу о пропаганде в империи. По высочайшему повелению 19 февраля 1876 года освобожден от взыскания за недостатком улик. К 1886 году — надворный советник. В 1880-е годы владел дачей в сельце Подымовка Фатежского уезда Курской губернии.
В 1898 году — начальник службы движения Курско-Харьково-Севастопольской железной дороги. С 1 мая 1900 года — начальник службы движения и телеграфа Забайкальской железной дороги. В 1903 году по обвинению в покровительстве ссыльным, вслед за начальником дороги В. В. Оглоблиным, Спенглеру приходится уйти со службы. С 1904 года — помощник начальника службы движения Уссурийской железной дороги. После присоединения в 1906 году Уссурийской дороги к Китайской Восточной железной дороге, Н. Э. Спенглер остался служить в должности помощника начальника Уссурийского отделения службы эксплуатации. С 1907 года — начальник службы движения Уссурийского отделения КВЖД.
Спенглер пользовался большим уважением на дороге, постоянно бывал на местах — в депо, мастерских, вникал в нужды рабочих. В коллективах его называли «товарищ барон». В 1917 году на одном из митингов путейцы выдвинули своего начальника в депутаты Владивостокского городского совета.
В 1920—1921 годах — управляющий Уссурийской железной дорогой, член Совета путей сообщения при Приамурской земской управе (областное правительство Дальневосточной республики). Благодаря Н. Э. Спенглеру, блестяще проведено отделение Уссурийской линии от КВЖД и подписано соглашение о передаче дороги российскому Управлению. В 1928 году решением ВЦИК за заслуги в деле присоединения Уссурийской железной дороги к Советскому правительству и активную общественную работу, как члена Совета Рабочих Депутатов Владивостока (в 1917 году), Н. Э. Спенглеру была назначена персональная пенсия. Умер Николай Эдуардович в Москве 15 марта 1934 года в возрасте 82 лет в своей постели.

## Публикации
- Об ускорении товарного движения по русским железным дорогам / [Инж. Н. Спенглер]. — Санкт-Петербург : тип. бр. Пантелеевых, [1896]. — 8 с.; 32.

## Семья
Супруга — Маргарита Константиновна Маркова (1866—1924), племянница Л. В. Гамбурцевой. Чета Спенглеров была знакома с А. П. Чеховым.
Дети:
- Маргарита (1885—1958), врач, с 1908 года замужем за революционером Владимиром Ивановичем Лебедевым;
- Константин — художник, жил в Москве и Курске;
- Евгений (1887—1964);
- Вероника (Ронья) — революционерка, партийная кличка «Твардовская». Эмигрировала в Париж.
- Мария — вышла замуж за офицера-механик флота Фатова Николая Константиновича.